# Megapodius layardi
O frango-do-mato-de-vanuatu (Megapodius layardi) é uma espécie de ave da família Megapodiidae.
Apenas pode ser encontrada em Vanuatu.
Os seus habitats naturais são: florestas subtropicais ou tropicais húmidas de baixa altitude.
Está ameaçada por perda de habitat.